# Sztrilich Pál
Sztrilich Pál (Pancsova, 1900. június 14. – Budapest, 1960. november 7.) magyar fogorvos, cserkészvezető.

## Pályafutása
A budapesti Piarista Gimnáziumban érettségizett. 16 évesen árván maradt, nővére és a fronton bátyja is meghalt. 1918-ban bevonultatták, de nem került a frontra. Tanulmányait 1923-ban fejezte be, 1930-ban avatták orvosdoktorrá. A budapesti Fogászati Klinikán 1939-től gyakornok, 1947-től tanársegéd, azonban vallási és politikai meggyőződése miatt innen távoznia kellett, ezután a Központi Stomatológiai Intézet orvosaként, majd főorvosaként dolgozott.
1913-ban lett cserkész a Piarista Gimnáziumban. 1921-ben cserkésztiszti tábort végzett Fehérvárcsurgón. 1922-ben megszervezte az első cserkész sítábort a Bükk-vidék területén, majd 1924-ben az első síversenyt a Normafán. A Gilwell Parkban(en) vezetőképző tábort végzett. Vezetőként vett részt a 2. Cserkész Világdzsemborin Dániában. 1926-ban a megyeri nagytábor helyettes parancsnoka volt. Egy évvel később, 1927-ben megalapította a vezetőképzést szolgáló Hárshegyi cserkészparkot, melynek első parancsnoka volt.

## Családja
Felesége Csapody Hedvig, a Katolikus Leányok Országos Szövetségének elnöke. Hat gyermekük született, közülük a második Sztrilich Péter fogorvos, az ötödik Sztrilich Ágnes, a Szociális Testvérek Társasága elöljárója.

## Hatása
A kárpótlás során a Hárshegyi cserkészparkot a Magyar Cserkészszövetség nem kapta vissza, hiszen sosem volt az övé, azt bérelte; az újonnan létrehozott adyligeti cserkészparkot Sztrilich Pálról nevezték el.